# Kolapijani
Kolapijani (Colapiani) su pripadnici kulturne i etničke skupine koja je krajem brončanog doba i početkom željeznog doba živjela otprilike na području koje obuhvaća današnju Banovinu i Kordun te su dakle držali Posavinu u (široj) okolici Siska i protezali se u Pokuplje (o čemu svjedoči i njihovo etničko ime), a ušće Une u Savu vjerojatno je bila njihova istočna granica.
Područja oko srednjeg toka rijeke Kupe nastanjivalo je nekoliko zajednica koje su se razvijale tijekom kasnoga brončanog doba, a njihova je kultura bila obilježena vrlo snažnim utjecajem kulture polja sa žarama, odnosno one su i same bile jednim njezinim dijelom. Od 
8. stoljeća pr. Kr. sve su više jačali utjecaji s juga, posebice s japodskoga područja, koji od tada imaju odlučujuću ulogu u nastajanju i razvitku novih željeznodobnih skupina poznatih pod imenom Kolapijani, jer su živjeli uz rijeku Kolapis (Colapis – kriva rijeka), tj. uz današnju Kupu. 
Plinije Stariji i Ptolomej, crpeći podatke iz ranijih izvora kažu da Kolapijani nisu pripadali Keltima nego nekom južnopanonskom narodu koji je bio povezan sa Segestanima i Japodima. S dolaskom i trajnim naseljavanjem Kelta na prostore južne Panonije došlo je do prekida autohtonih tradicija i uvođenja nove, tzv. latenske kulture (nazvana po švicarskom lokalitetu La Tène). Unatoč nastanjenosti Kelta u blizini rijeke Kupe, lokalne zajednice Kolapijana uspijevaju sačuvati bitne značajke svoje materijalne i duhovne kulture. S Oserijatima i Jasima na istočnoj strani, Japodima na jugozapadnoj i Mezejima na južnoj, Kolapijani su svojevrsno panonsko »predziđe« prema svojim uvelike keltiziranim sjevernim susjedima Varcijanima.
Međutim, danas se sve više vjeruje da su i Segestanci Kolapijani. Tako Apijan spominje samo Segestance, stanovnike njihova glavnog naselja, odredivši ih inače kao Panonce (u njegovoj inačici Pajonce), Dion Kasije Kokcejan i Strabon također ih nazivaju ih Panoncima, Plinije Stariji razgraničava ih s Breucima, a Ptolomej smješta »ispod« Boja, pogrešno ih imenujući (on ili njegov prepisivač) Kolanijanima. U prilog Kolapijanskom određenju grada Segestike govori i arheološka slika područja oko ušća Kupe u Savu kao i Plinijevo smještanje Kolapijana u Posavinu. Kao i u slučaju Kornakata, ne bi trebalo biti dvojbe oko poistovjećivanja Segestanaca s Kolapijanima – ime »Segestanci« odnosi se na stanovnike grada Segestike (i stoga je ojkonim) koji su inače Kolapijani. Segestance (dakle Kolapijane) Strabon smatra pravim Panoncima i prikazuje ih kao uklinjene između dva keltska bloka – istočnih Kelta Skordiska i zapadnih Kelta Tauriska.
Antički pisci Strabon, Plinije Mlađi i Herodijan o Panoniji govore vrlo nepovoljno, kao kao o šumovitoj zamočvarenoj, gorovitoj i hladnoj zemlji u kojoj ne uspijeva vinova loza, a zimi se lede rijeke. Dion Kasije Kokcejan je početkom 3. stoljeća Rimskoj povijesti opisao Panoniju i Panonce riječima:  Panonci vode najbjedniji život od svih ljudi. Oni, naime, nemaju sereće što se tiče tla niti podneblja,ne uzgajaju masline i ne prave vino osim u vrlo malim količinama, a i to nevaljale kakvoće, jer je zima vrlo oštra i zauzima veći dio godine, nego piju i jedu ječam i proso. Zbog svega toga smatraju se najhrabrijima od svih za koje znamo, jer su vrlo srčani i krvožedni, kao ljudi koji ne posjeduju ništa što častan život čini vrijednim.
Međutim, Kolapijani su bili nastanjeni na vrlo povoljnu položaju, između jugozapadne Panonije i Dinarskoga gorskog područja, na putovima koji vode prema sjevernom Jadranu. Uz uobičajene djelatnosti, gospodarstvo im se temeljilo na riječnom prometu, trgovini, a dijelom i na metalurgiji jer su bili na prostoru vrlo bogatom željeznom rudom. Dostupni arheološki nalazi ukazuju da su Kolapijani znalački iskorištavali prirodne pogodnosti svoga kraja za poljoprivredu i stočarstvo, a s obzirom na guste šume i za lov.
Nažalost, izuzetno oskudna arheološka istraženost krajeva oko Kupe i općento na Banovini i Kordunu ne omogućuje cjeloviti uvid u materijalnu i duhovnu kulturu Kolapijana, iako rezultati dosadašnjih istraživanja upućuju na veliko materijalno i duhovno bogatstvo i važnost te kulturne i etničke skupine. I doista, materijalna kultura ove panonske zajednice na samome južnome rubu keltskoga svijeta pokazuje neovisnost o keltskom utjecaju, a tako i epigrafički potvrđena osobna imena momaka unovačenih u rimske postrojbe tijekom 1. stoljeća n. e.
Zanimljivo obilježje te zajednice jest relativno obilje različitih antropomorfnih i zoomorfnih terakota pronađenih na lokalitetima Belaj, Klinac grad, Kiringrad, Marić gradina kod Kutine, Sisak, Turska kosa nedaleko Topuskog itd. Na tim nalazištima, koja se vezuju uglavnom uz Kolapijane, najviše su zastupljene ljudske figurice, a od životinjskih prevladavaju prikazi konja. Takva antropomorfna i zoomorfne glinena plastika je često pronađena u blizini nekog žrtvenika ili kao grobni prilog te je očito imala određeni kultni značaj. Kolapijanski idoli svode se na prikaze božanstava, magijskih objekata, votivnih predmeta, amuleta, kultova predaka, ali i dječjih lutaka.

## Vanjske poveznice
- Tražili zlatno tele, a pronašli Blanku[neaktivna poveznica]